# 山田杏奈
山田杏奈（日语：／ Yamada Anna，2001年1月8日—），日本女演員。出身於日本埼玉縣，隸屬於Amuse，身高159公分。

## 經歷
2011年參加雜誌「CIAO Girl☆2011甄選會」獲得優勝進入藝能界。。
2013年首次演出電視劇《刑警的眼神》飾演主角夏目信人的女兒繪美。
2016年首次演出電影《地獄哪有那麼HIGH》。
2018年首次主演電影《三角草的春天》。7月首次主演的電視劇《幸福的小房間》開播。
2019年1月發行首本寫真集《PLANET NINE》。5月擔任女主角的電影《小小戀歌》上映，並與劇中成員組成「小情歌樂團」發行單曲「小小戀歌」。並靠著該片獲得了「第41屆橫濱電影節」最優秀新人獎。

## 演出

### 電視劇
| 播出年份 | 播出日期           | 集數      | 戲劇名稱                                 | 首播頻道               | 角色               | 備註                  |
| -------- | ------------------ | --------- | ---------------------------------------- | ---------------------- | ------------------ | --------------------- |
| 2013年   | 10月7日－12月16日  | 全劇      | 刑警的眼神                               | TBS                    | 夏目繪美           |                       |
| 2015年   | 1月4日             | 第一集    | 花燃                                     | NHK                    | 壽的友人           |                       |
| 2015年   | 1月12日            | 單集      | 我不會忘記・・・哥哥的書包 （忘れない・・・にいちゃんのランドセル）          | NHK BS1                | 米津英             |                       |
| 2016年   | 3月18日            | 第7集     | 澄和蓳 年輕了45歲的女人                  | 朝日電視台             | 栗原知果           |                       |
| 2016年   | 10月8日            | 單集      | 世界奇妙物語 16秋之特別篇「永遠的朋友」  | 富士電視台             | 亞彌               |                       |
| 2016年   | 12月5日－26日      | 全劇      | 咲-Saki-                                 | MBS                    | 染谷真子           | [ 8 ]                 |
| 2017年   | 1月8日             | 單集      | 咲-Saki- 特別篇                          | MBS                    | 染谷真子           | [ 8 ]                 |
| 2017年   | 3月25日－4月22日   | 全劇      | 北斗-殺人少年的懺悔-                     | WOWOW                  | 關本遙（関本はるか）         | [ 9 ]                 |
| 2017年   | 7月16日、23日      | 第2、3集  | 彬與瑛                                   | WOWOW                  | 北村亞衣（少女期） |                       |
| 2017年   | 11月11日－12月16日 | 第5集開始 | 只是先出生的我                           | 日本電視台             | 加賀谷希美         |                       |
| 2017年   | 11月17日           | 第5集     | 重要證人偵探                             | 朝日電視台             | 柘植菫（柘植すみれ）         | [ 10 ]                |
| 2017年   | 11月25日、12月16日 | 第7、10集 | 瀨戶與內海                               | 東京電視台             | 坐在輪椅上的少女   | [ 11 ]                |
| 2018年   | 1月27日            | 單集      | 未解決事件 「File.06赤報隊事件」         | NHK                    | 小尻記者的女兒     | [ 12 ]                |
| 2018年   | 3月26日－4月16日   | 全劇      | 要你對我×××！                            | MBS                    | 水野麻實           | [ 13 ]                |
| 2018年   | 7月8日－9月23日    | 全劇      | 幸福的小房間                             | 朝日放送               | 幸                 | 初主演                |
| 2018年   | 7月19日            | 第2集     | Good Doctor 善良醫生                     | 富士電視台             | 菅原唯菜           | [ 14 ]                |
| 2018年   | 8月4日－9月8日     | 全劇      | EERIE 看不見的臉                         | WOWOW                  | 篠田栞             | [ 15 ]                |
| 2018年   | 12月1日            | 第8集     | 鐵證懸案～真相之門～ 第二季              | WOWOW                  | 皆本美姫           | [ 16 ]                |
| 2019年   | 5月2日             | 第4集     | 草莓之夜SAGA                             | 富士電視台             | 下坂美樹           | [ 17 ]                |
| 2019年   | 6月8日             | 單集      | 世界奇妙物語 19雨之特別篇「人類種子」    | 富士電視台             | 春田希（15歲）     | [ 18 ]                |
| 2019年   | 7月6日、13日       | 第1、2集  | 惡毒女兒・聖潔母親                       | WOWOW                  | 羽村乃愛           | [ 19 ]                |
| 2019年   | 10月11日－12月27日 | 全劇      | 新手姊妹的雙人餐桌                       | 東京電視台             | 水谷幸             | 主演 與大友花戀雙主演 |
| 2020年   | 1月14日－3月17日   | 全劇      | 10個秘密                                 | 關西電視台・富士電視台 | 白河瞳             | [ 21 ]                |
| 2020年   | 7月10日            | 第3集     | MIU404                                   | TBS                    | 真木佳穗理 （真木カホリ）    |                       |
| 2020年   | 7月17日－8月14日   | 全劇      | 大江戶妖怪物語                           | NHK BS Premium         |                    | [ 22 ]                |
| 2020年   | 9月9日－10月28日   | 全劇      | 騷亂時節的少女們。                       | MBS、TBS系             | 小野寺和紗         | 主演 與玉城蒂娜雙主演 |
| 2021年   | 1月16日－3月13日   | 全劇      | 寫不了!? ～編劇家 吉丸圭佑的無情節生活～ | 朝日電視台             | 吉丸繪里花         |                       |
| 2021年   | 4月12日            | 第2集     | 要來杯咖啡嗎                             | 東京電視台             | 大門雅             |                       |
| 2021年   | 8月14日            | 第2集     | 準教授・高槻彰良的推測                   | 東海電視台・富士電視台 | 山崎綾音           |                       |
| 2022年   | 4月14日－6月9日    | 全劇      | 邁向未來的倒數10秒                       | 朝日電視台             | 水野アカリ         |                       |
| 2022年   | 5月7日－6月4日     | 全劇      | 17歲的帝國                               | NHK                    | 茶川サチ / スノウ  |                       |
| 2022年   | 7月24日－9月25日   | 全劇      | 新・信長公記～同班同學是戰國武將～       | 讀賣電視台・日本電視台 | 日下部雅           | [ 24 ]                |
| 2022年   | 8月28日－10月2日   | 全劇      | 鵜頭川村事件                             | WOWOW                  | 降谷美咲           | [ 25 ]                |
| 2022年   | 11月4日－12月9日   | 全劇      | 清晨首班列車的殺風景                     | WOWOW                  | 殺風景             | 主演 與奧平大兼雙主演 |
| 2023年   | 10月14日－12月23日 | 全劇      | 稅調～「繳不了稅」是有原因的～           | 日本電視台             | 百目鬼華子         | [ 26 ]                |
| 2024年   | 10月6日－12月1日   | 全劇      | 黃金神威 -北海道刺青囚人爭奪編-          | WOWOW                  | 阿席莉帕           |                       |
| 2025年   | 2月1日－           | 全劇      | 紫丁香花盛開的小徑                       | NHK                    | 岸本聡里           |                       |

### 電影
| 上映年份 | 上映日期 | 電影名稱                     | 角色             | 備註             |
| -------- | -------- | ---------------------------- | ---------------- | ---------------- |
| 2016年   | 6月25日  | 地獄哪有那麼HIGH             | 廣美的女兒       | [ 2 ]            |
| 2017年   | 2月3日   | 咲-Saki-                     | 染谷真子         | [ 8 ]            |
| 2017年   | 10月7日  | 啊，荒野「前篇」             | （為永的妹妹）   |                  |
| 2018年   | 2月24日  | 棒球隊員，站在戲劇的舞台上！ | 堺千郷           | [ 27 ]           |
| 2018年   | 4月7日   | 三角草的春天                 | 野咲春花         | 初主演           |
| 2018年   | 6月23日  | 要你對我×××！                | 水野麻實         | [ 13 ]           |
| 2019年   | 2月8日   | 21世紀的女子「戀愛乾燥劑」篇 |                  | 主演             |
| 2019年   | 5月24日  | 小小戀歌                     | 譜久村舞         | 女主角           |
| 2019年   | 7月20日  | 五億圓的人生                 | 橘明日香／橘明星 | [ 30 ]           |
| 2019年   | 12月13日 | 屍人莊殺人事件               | 静原美冬         | [ 31 ]           |
| 2020年   | 11月6日  | 立體男孩全景女孩             |                  | 與鈴木仁雙主演   |
| 2021年   |          | 無名世界之End Roll           | （YOCCHI）       | [ 33 ]           |
| 2021年   | 2月5日   | 變調的灰姑娘                 | 福浦千夏         | [ 34 ]           |
| 2021年   | 2月5日   | 樹海村                       | 天沢響           | 與山口麻友雙主演 |
| 2023年   | 6月30日  | 山女                         | 凛               |                  |
| 2024年   | 1月19日  | 黃金神威                     | 阿席莉帕         | [ 36 ]           |

### 動畫電影
- ChaO，我代表人類跟人魚結婚了（2025年8月15日） - 主演・恰歐（與鈴鹿央士雙主演）[37]

### 其他戲劇
- 12歳。（日语：12歳。）（收錄在雜誌CIAO 9月號、12月號所附DVD中）：主演 蒼井結衣[38]

### MV
- 陳蕾
  - 「倒立」（2016年）
  - 「發燒」（2016年）
- Softly（日语：Softly (音楽グループ)）「あなたのことを想って指先でなぞる文字は（あかりとまさき 告白編.）」2016年）[39]
- KANA-BOON「淚」（2017年）[40]
- FLOW「音色」（2018年）[41]
- Polkadot Stingray「秘密」（2018年11月7日）[42]
- 高橋優「若気の至り」（2019年）[43]

## 書籍

### 寫真集
- PLANET NINE（2019年1月8日，東京新聞通信社）ISBN 978-4863368729[5]

## 音樂作品

### 單曲
| 發售日        | 單曲名   | 單曲編碼   | 最高排位 |
| ------------- | -------- | ---------- | -------- |
| 2019年5月22日 | 小小戀歌 | TYCT-30090 |          |

## 獎項
- 2019年
  - 第41屆橫濱電影節最優秀新人獎（小小戀歌（日语：小さな恋のうた_(映画)））[7]
- 2024年
  - 第37屆日刊體育電影大獎助演女優賞（黃金神威、正体）
- 2025年
  - 第48屆日本電影學院獎新人賞（黃金神威、正体）

## 外部連結
- 經紀公司個人介紹頁 （页面存档备份，存于）（日語）
- 山田杏奈的Instagram帳戶（日語）
- 山田杏奈的X（前Twitter）（日語）